# The China Probrem
The China Probrem is de achtste aflevering van het twaalfde seizoen van South Park. De titel is opzettelijk verkeerd geschreven als verwijzing naar Chinezen die volgens het stereotype de letter L niet kunnen uitspreken. 

## Verhaal
De aflevering heeft twee verhaallijnen. De eerste gaat over Cartman die nachtmerries heeft na het zien van de openingsceremonie van de Olympische Spelen in Peking van 2008. Hij is van mening dat China van plan is Amerika binnen te vallen en het hele land over te nemen. De tweede verhaallijn gaat over Kenny, Kyle en Stan die worstelen met een verkrachting waar ze getuige van zijn geweest. Vooral Kyle wil er graag iets aan doen, maar Stan meent dat ze niets konden uitrichten en dat ze het voorval maar moeten proberen te vergeten.
Cartman heeft voor de zoveelste keer nachtmerries over een Chinese overheersing van Amerika. De andere jongens nemen hem niet serieus, waarna hij op zoek gaat naar Butters. Hij doet hem geloven dat China op het punt staat Amerika aan te vallen en zegt dat zijn ouders verkracht zullen worden als hij niets doet. Butters laat zich ertoe overhalen om samen met Cartman naar een Chinees restaurant te gaan verkleed als stereotiepe Chinezen om achter het "invasieplan" van China te komen. Ze praten met een overdreven Aziatisch accent en spreken opzettelijk de letter l niet uit. Ze worden door niemand in het restaurant als Chinezen gezien en wanneer Cartman merkt dat hun vermomming niet werkt, trekt hij plotseling een pistool. Hij vraagt Butters om de klanten en het personeel onder schot te houden terwijl hij de president gaat bellen. Eén gegijzelde zegt "Dit is dom" en begint richting de uitgang te lopen. Cartman schreeuwt tegen Butters dat hij hem moet neerschieten, omdat de Chinezen anders zijn ouders zullen verkrachten. Butters knijpt zijn ogen dicht en haalt de trekker over maar blijkt de weglopende man in zijn kruis geschoten te hebben. Cartman zegt dat je een man nooit in zijn kruis moet schieten en dat Butters ervoor moet zorgen dat het niet nog een keer gebeurt.
Ondertussen blijkt dat de zogenaamde verkrachting die de jongens gezien hebben eigenlijk een bioscoopbezoek is waarbij ze de film Indiana Jones and the Kingdom of the Crystal Skull hebben gezien. De jongens zeggen dat de film zo onwaarschijnlijk slecht was dat ze de "verkrachting" van Indiana Jones hebben aanschouwd. Ze houden hier George Lucas en Steven Spielberg, producenten van de film, voor verantwoordelijk. Uiteindelijk lukt het Kyle de jongens ertoe over te halen naar de openbaar aanklager van South Park te gaan en melding te doen van de verkrachting. De aanklager wuift hun aanklacht eerst lacherig weg en zegt dat je Lucas en Spielberg niet kunt aanklagen voor verkrachting omdat je de film slecht vond. Kyle vraagt hem nogmaals terug te denken aan de film en de aanklager heeft een flashback waarbij Indiana Jones verkracht wordt op een flipperkast door Lucas en Spielberg, een verwijzing naar de film The Accused. De jongens zijn het kantoor al uitgelopen wanneer de openbaar aanklager het raam opendoet en emotioneel roept dat hij toch wil helpen.
Ze besluiten naar het politiebureau te gaan om Lucas en Spielberg te laten arresteren. Een van de agenten daar krijgt ook een flashback wanneer ze over de film praten en in zijn geheugen ziet hij Indiana Jones verkracht worden door Lucas en Spielberg terwijl ze hem dwingen te "gillen als een varkentje", een verwijzing naar een scène uit Deliverance.
Inmiddels is de politie bij het restaurant komen opdagen nadat duidelijk is geworden dat er een gijzeling gaande is. Cartman dwingt Butters om een waarschuwingsschot te lossen om de politie op afstand te houden, nadat hij een politieagent met Aziatisch uiterlijk buiten heeft zien staan. Wederom schiet Butters de agent in zijn kruis, waarna Cartman zegt dat het genoeg is. Hij wil niet meer doorgaan met het verijdelen van de Chinese invasie als Butters alleen maar van plan is mensen in hun kruis te schieten. Net wanneer de agenten het restaurant willen bestormen, komt het nieuws binnen dat Lucas en Spielberg zijn aangehouden voor hun verkrachting van Indiana Jones. Geëmotioneerd laten alle agenten meteen hun wapen vallen en vallen ze elkaar huilend in de armen. Ze uiten opmerkingen als: "Het is eindelijk over". Dit geeft Butters en Cartman de kans om ongezien het restaurant te verlaten. Butters besluit de aflevering met de opmerking: "Ik snap niet waar iedereen het over heeft, ik vond Indiana Jones and the Kingdom of the Crystal Skull best goed."